# Caumerveld-Douve Weien
Caumerveld-Douve Weien is een wijk in de Nederlandse gemeente Heerlen. De wijk ligt ten zuiden van het stadscentrum. Aan de westzijde wordt de wijk begrensd door de provinciale weg 281, aan de noordzijde door de Burgemeester Waszinkstraat en de Caumerbeeklaan, aan de oostzijde door de Caumerbeek en in het zuiden door de Eisenhowerstraat en de John F. Kennedylaan.
In het noorden ligt de wijk Bekkerveld, in het oosten de wijk Molenberg, in het zuiden de wijk Heerlerbaan-Schil en in het westen Welten-Benzenrade.
De wijk bestaat uit twee buurten:
- Caumerveld
- Douve Weien

De twee buurten worden van elkaar gescheiden door de Heesbergstraat.
In de wijk staat de Gereformeerde kerk.
Stadsdelen: Heerlerbaan · Heerlerheide · Heerlen-Stad · Hoensbroek

Wijken: Aarveld-Bekkerveld · De Beitel · Caumerveld-Douve Weien · Eikenderveld · Heerlen-Centrum · Heerlerbaan-Oost · Heerlerbaan-West · Passart · De Hei · Heksenberg · Hoensbroek-De Dem · De Koumen · Maria-Gewanden-Terschuren · Mariarade · Meezenbroek-Schaesbergerveld · Molenberg · Nieuw Lotbroek · Rennemig-Beersdal · Schandelen-Grasbroek · Vrieheide-De Stack · Welten-Benzenrade · Woonboulevard-Ten Esschen · Zeswegen-Nieuw Husken

Buurtschappen en gehuchten: De Euren · Heihoven · Imstenrade · Schurenberg · Terschuren

Limburg: Steden en dorpen      Nederland: Provincies · Gemeenten